# 彭氏宗祠 (重庆)
彭氏宗祠位於重庆市云阳县鳳鳴鎮。文物遺址年代判定為清。1996年9月16日公佈為四川省第四批省級文物保護單位。2000年9月7日列為第一批重慶市文物保護單位。2013年3月5日列為第七批全國重點文物保護單位。